# サルビア・ポリスタキア

ポリスタチンA-E

Salvia polystachyaは、中央メキシコおよびグアテマラ、パナマ原産の多年草である。典型的には夏季に雨が降る穏やかな気候の標高5千-1万メートルで生育する。園芸分野ではめったに見られない。
Salvia polystachyaは1期間で3–9フィート (0.91–2.74 m)まで成長する。茎が非常に脆弱なため、他の植物のかげを好む。晩夏または初秋に花が咲く。花は大きさが0.5インチ (1.3 cm)、縁が青紫色で中心に向かって白になる。種小名polystachya（ラテン語化したギリシャ語: poly〔多くの〕+ stachys〔穂〕）は花をしっかりと支える多くの短く細い輪生穂に由来する。葉は黄緑色で、長さと幅は1インチ (2.5 cm)である。
Salvia polystachyaの地上部から、5種類のネオクレロダン型ジテルペノイドポリスタチンA-Eが同定されている。サルビファリシン、リネアロラクトン、デヒドロケルリンといったその他のクレロダン類も単離されている。